# Övernäs skola

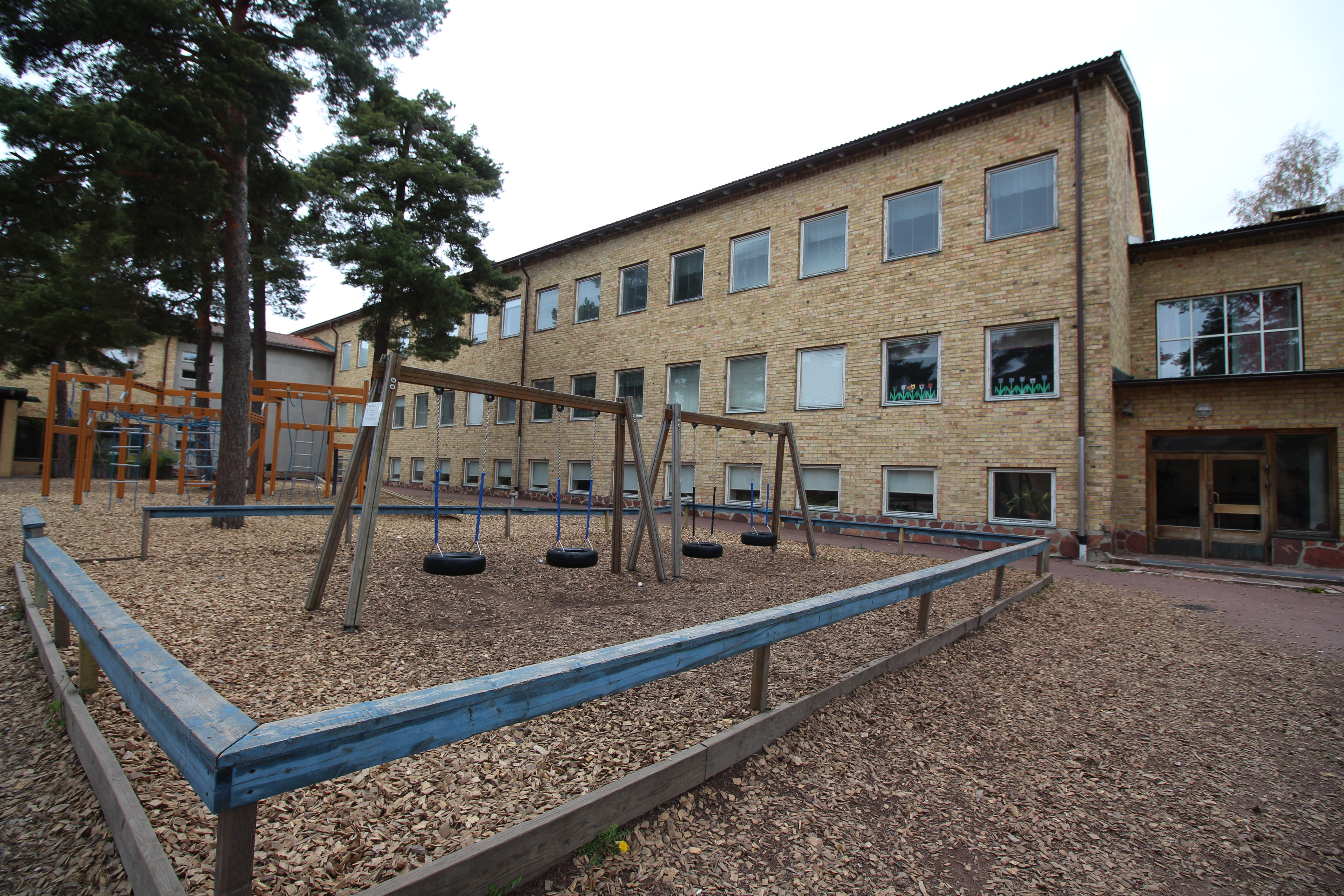

Övernäs skola var en låg- och mellanstadieskola i Mariehamn, men är nu en Åk. 1-9-skola. Skolan byggdes i flera etapper med början 1952 av arkitekt Erik Bryggman i mjuk, humanistisk 50-talsstil. 1971 uppfördes på samma plats en högstadieskola, men som efter många av planering revs 2014. Arkitekt Micko Koskinen-Pahlman (MIRA Arkitektstudio Ab) ritade den nya skolan med en postmodernistisk prägel där lärare och elever sattes i centrum för byggnadens karaktär. Man sparade cementgrund och betongpelare, vilket gjorde den nya byggnaden till en blandning av renovering och nybyggnation. Övernäs högstadium togs i bruk höstterminen 2016.